# David Leestma
David Leestma (ur. 6 maja 1949 w Muskegon) – amerykański astronauta i kapitan United States Navy.

## Życiorys
W 1967 ukończył szkołę średnią w Tustin, w 1971 uzyskał dyplom z inżynierii astronautycznej w United States Naval Academy, a w 1972 dyplom z inżynierii astronautycznej w Naval Postgraduate School. Służył na okręcie USS Hepburn (DE-1055) w Long Beach W październiku 1973 ukończył kurs pilotażu, później służył w lotnictwie, m.in. w eskadrze myśliwskiej VF-124 w San Diego i później w eskadrze VF-32 w Virginia Beach w Wirginii, w 1977 został przeniesiony do eskadry pilotów doświadczalnych i sprawdzających VX-4 w Naval Air Station Point Mugu w Kalifornii. Ma wylatane ponad 3500 godzin. 19 maja 1980 został kandydatem NASA na astronautę, przeszedł szkolenie na specjalistę misji. Od 5 do 13 października 1984 uczestniczył w misji STS-41-G trwającej 8 dni, 5 godzin i 23 minuty. Start nastąpił z Centrum Kosmicznego imienia Johna F. Kennedy’ego na Florydzie. Drugą jego misją, od 8 do 13 sierpnia 1989, była STS-28 trwająca 5 dni i jedną godzinę. Trzeci lot, od 24 marca do 2 kwietnia 1992, odbył w ramach misji STS-45 trwającej 8 dni, 22 godziny i 9 minut. Start nastąpił z Centrum Kosmicznego imienia Johna F. Kennedy’ego, a lądowanie w Edwards Air Force Base w Kalifornii. Łącznie spędził w kosmosie 22 dni, 4 godziny i 32 minuty. 
30 maja 2014 opuścił NASA.

## Odznaczenia
- Legia Zasługi
- Zaszczytny Krzyż Lotniczy
- Medal Departamentu Obrony za Wzorową Służbę
- Medal Departamentu Obrony za Chwalebną Służbę
- Medal Pochwalny
- Medal za Osiągnięcie
- Meritorious Unit Commendation
- Medal Za Lot Kosmiczny (NASA, trzykrotnie – 1984, 1989 i 1992)
- NASA Exceptional Service Medal (czterokrotnie – 1985, 1988, 1991, 1992)
- NASA Outstanding Leadership Medal (dwukrotnie – 1993 i 1994)
- NASA Exceptional Achievement Medal (2010)
- Srebrny NASA Achievement Medal (2013)
- Universal Astronaut Insignia za lot orbitalny (nr 151) – Stowarzyszenie Uczestników Lotów Kosmicznych (Association of Space Explorers(inne języki))[1]